# Pascual Cervera y Topete
Pascual Cervera y Topete (Medina Sidonia, 18 de febrero de 1839-Puerto Real, 3 de abril de 1909) fue un destacado almirante de la Armada de España.

## Biografía

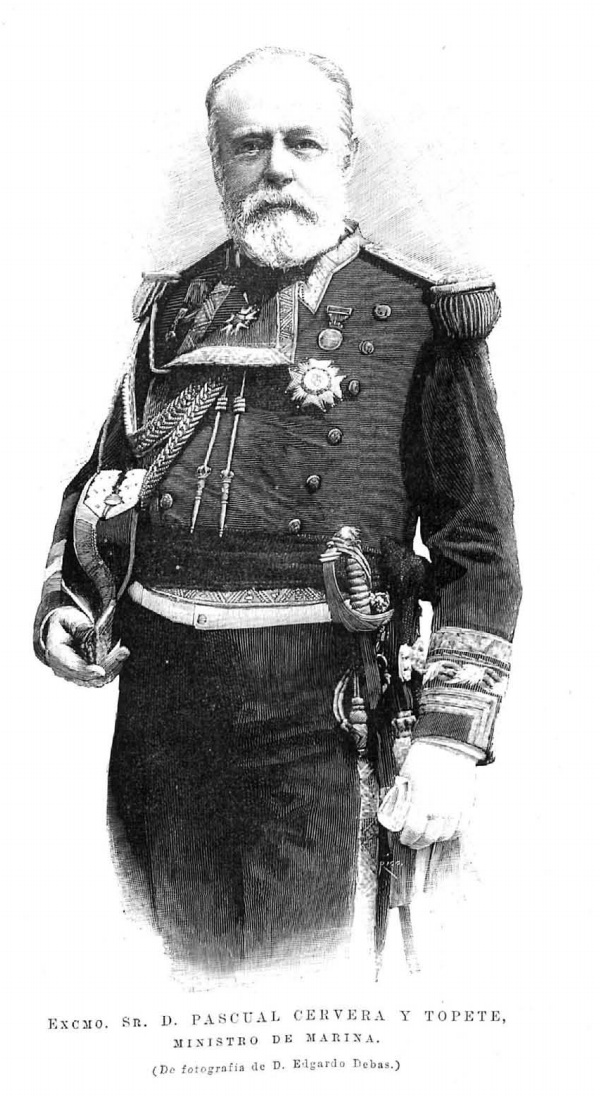
Grabado de La Ilustración Española y Americana de 1893

Ingresó en el colegio naval a los trece años el 30 de junio de 1852 y fue ascendido a Guardiamarina en 1855, prestando servicio durante la campaña de África en la fragata de hélice Princesa de Asturias y en el Vasco Núñez.
Cuando cumplió veintiún años recibió el despacho de Alférez de Navío. Fue enviado posteriormente a Filipinas, bajo las órdenes de Casto Méndez Núñez. Luchó contra los rebeldes malayos y en los asaltos a los fuertes de la Cotta y de Pagalugan, donde fue ascendido a teniente de navío en atención por méritos de guerra. Continuó en Filipinas realizando trabajos de hidrografía y levantando cartas de los centenares de islas del archipiélago, regresando a la península en 1865.
Entre 1865 y 1868, se le encargó la formación de guardiamarínas a bordo del navío de línea Francisco de Asís.
Asciende a Capitán de fragata y toma parte en la guerra carlista y en la defensa del Arsenal de la Carraca durante la proclamación del Cantón de Cádiz. Tras la Revolución Cantonal, fue enviado de nuevo a Filipinas, al mando de la corbeta de hélice Santa Lucía, donde tuvo que intervenir en acciones de guerra, especialmente en Mindanao. En 1876 fue nombrado Gobernador del archipiélago de Joló. De vuelta a la península, y tras ocupar diversos cargos en el ministerio de marina, recibió el mando del buque escuela de guardiamarinas, la corbeta Ferrolana a mediados de 1879. A finales de 1880 fue designado comandante militar de marina de Cartagena.
Presidió la Comisión Constructora del acorazado Pelayo, del que en 1888, y con José Ferrándiz y Niño como segundo al mando, fue el primer comandante como parte de su primera dotación, recibiendo durante su estancia en Francia la Legión de honor. En 1891 fue nombrado director técnico y administrativo de los astilleros del Nervión, contratados para llevar a cabo la finalización de la construcción de los tres cruceros acorazados de la clase Infanta María Teresa.
Entre el 14 de diciembre de 1892 y el 23 de marzo de 1893 ejerció como ministro de marina. Durante la legislatura 1893-1894, fue elegido senador por Cádiz y durante la legislatura 1898-1899 por Albacete. En agosto de 1893 es nombrado Jefe de la Comisión de Marina de España en Londres, tomando parte en la Conferencia Naval Europea, realizando labores de interlocución con empresas constructoras navales y de interlocutor con diferentes ministerios en lo que afectaba a los asuntos marítimos, principalmente en la guerra chino-japonesa y la influencia de los Estados Unidos en las colonias de Filipinas y las Antillas. 
De nuevo Cervera Topete es nombrado para un puesto en La Carraca, en este caso de comandante general del Arsenal como contralmirante en mayo de 1896 a las órdenes de José de Carranza, capitán general del Departamento Marítimo de Cádiz.
Contaba con una larga experiencia en cargos militares navales y, permaneció como jefe de la Escuadra de Operaciones de las Antillas al estallar la guerra hispano-estadounidense en 1898 pese a su nula moral de combate como escribió en bastantes ocasiones al titular del Ministerio de Marina: «si hubiesen sido otras las circunstancias, habría pedido mi pase á la Reserva, como lo pediré (si Dios me saca con vida de ésta) el día en que haya pasado el peligro. Aun lo pediría hoy, sin importárseme un bledo que me tacharan de cobarde, si ese paso mío no produjera en la Escuadra el deplorable efecto de una deserción de su Almirante al frente del enemigo.» Carta de Pascual Cervera y Topete al Excmo. Sr. D. Segismundo Bermejo, desde San Vicente de Cabo Verde el 22/04/1898.
Este convencimiento que muestra en la frase: «esto es un desastre ya, y es de temer que lo sea pavoroso dentro de poco.» como pronosticó en la misma carta de Pascual Cervera y Topete al Excmo. Sr. D. Segismundo Bermejo, desde San Vicente de Cabo Verde el 22/04/1898, le llevó a esquivar al enemigo que había partido para Puerto Rico y eludiendo el encuentro y el combate pudo burlar el bloqueo al que tres formaciones navales norteamericanas habían sometido a las dos Antillas españolas.
El 3 de julio de 1898, en aguas de Santiago de Cuba, presentó batalla a la flota del almirante Sampson, superior en número y calidad de equipos, la escuadra española fue vencida  tras un desigual combate. Cervera y sus superiores mantenían posturas enfrentadas sobre la forma en que se debía actuar. Cervera acató siempre las órdenes recibidas, pero lo hizo a regañadientes, en el último momento y mostrando su disconformidad. La decisión de Cervera de salir de Santiago a pleno día y pegado a la costa solo se explica desde el punto de vista humanitario, para tratar de minimizar el número de víctimas en la batalla, lo cual confirma que Cervera daba por perdida la batalla antes de iniciarla.
Esta forma de pensar coincide con su decisión inicial de evitar enfrentarse a la escuadra estadounidense y esperar resguardado en el puerto, lo que resultó indudablemente erróneo y contraproducente, pues de todos modos tuvo que acabar enfrentándose a la flota estadounidense, pero en una situación infinitamente más desventajosa que en una batalla en mar abierto, pues sus buques tuvieron que salir del puerto y presentar batalla de uno en uno. El puerto de Santiago era aparentemente un buen refugio, pues ofrecía protección a la flota frente a un ataque de fuerzas navales pero, por esas mismas características, resultó una ratonera para la flota española al salir de puerto a presentar batalla. 
Aunque hay que reconocer que las fuerzas navales españolas eran notablemente inferiores a las estadounidenses, Cervera fue incapaz de idear una estrategia militar coherente y estructurada. El Capitán de Navío Fernando Villaamil había propuesto realizar acciones ofensivas para hacer replegarse al enemigo y conseguir un mayor equilibrio de fuerzas, y el también Capitán de Navío Joaquín Bustamante había propuesto una salida nocturna escalonada. Ninguna de las dos propuestas fue atendida por Cervera, que optó por la inacción. Además, Cervera pudo haber tomado otras decisiones erróneas: la distancia entre unos barcos y otros al salir fue excesiva, y resulta bastante discutible que el orden que eligió de salida de los barcos fuera adecuado.
Cervera fue hecho prisionero en la batalla. Otra suerte corrió el Capitán de Navío Fernando Villaamil,  que resultó muerto en combate a bordo del Furor. El Capitán de Navío Joaquín Bustamante no participó en la batalla, pues había desembarcado al mando de las columnas de desembarco, resultó herido en la batalla de las Colinas de San Juan, cerca de Santiago de Cuba y falleció pocos días después.
Tras la guerra de Cuba, Cervera tuvo que soportar la incoación de un procedimiento contra él, debiendo solicitarse un suplicatorio por su condición de senador, y sus oficiales supervivientes. Lo cual dio como resultado el sobreseimiento de la causa.
En la legislatura 1903-1904, fue designado senador vitalicio. Falleció el 3 de abril de 1909, después de ocupar varios cargos importantes, sus restos descansaron inicialmente en el cementerio de Puerto Real, siendo trasladados al Panteón de Marinos Ilustres de San Fernando el 19 de junio de 1916.
Fue tío del también almirante Juan Cervera Valderrama que participó en la guerra civil española en el bando franquista.

## Crucero Almirante Cervera y Calle Almirante Cervera
En 1928 un crucero de la Armada Española, líder de su clase, fue bautizado en su honor, recibiendo el nombre Almirante Cervera y siendo por ende líder de la Clase Cervera. 
El crucero Almirante Cervera jugó un importante papel en la guerra civil dirigiendo bloqueos de puertos por parte del bando sublevado, y siendo protagonista de bombardeos a ciudades y civiles en el cantábrico (donde era conocido como "El Chulo del Cantábrico") y también en el mediterráneo, incluyendo el triste episodio que se conocerá como "La Desbandá", la masacre de civiles que huían por la carretera Málaga-Almería, causando, junto con el resto de unidades, entre 3000 y 5000 víctimas civiles.
Tras la guerra civil el nuevo Gobierno quiso mantener en la memoria el célebre buque, poniendo el nombre Almirante Cervera a calles de varias de esas localidades, en ceremonias a las que el propio Francisco Franco arribaba a la ciudad a bordo del Almirante Cervera.
El doble epónimo (la calle por el barco y el barco por el almirante) generó polémica en torno a 2018 cuando el Ayuntamiento de Barcelona cambió el nombre a una calle dedicada a la memoria del crucero Almirante Cervera. Sin embargo, distintos medios interpretaron que el agraviado era el propio almirante, por lo que poco después la ciudad de Madrid le dedicó unos jardines en el distrito de Chamberí.

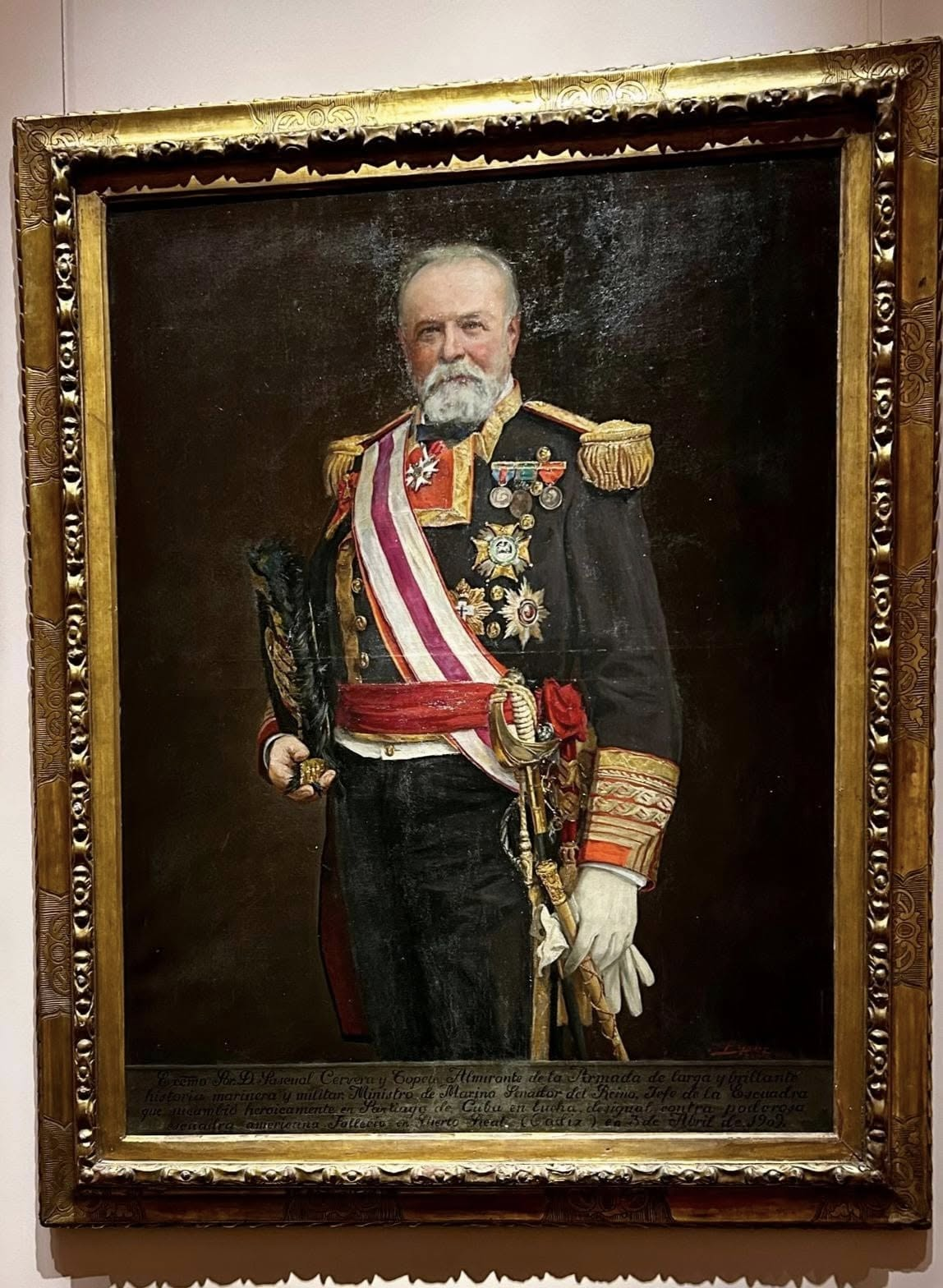
Retrato de Pascual Cervera Topete pintado al óleo por Federico Godoy. Museo Naval de Madrid